# Balázs Juli
Balázs Juli (Budapest, 1986. április 28.–) Junior Príma díjas magyar díszlet- és jelmeztervező.

## Munkái
A Színházi adattárban regisztrált bemutatóinak száma: díszlet:11; jelmez:5;.

### Díszlet
- Henrik Ibsen: Nóra, Katona József Színház, rendezte: Székely Kriszta, Bemutató: 2016. december 21.[2]
- Kárpáti Péter: Panzió a vándorló orrhoz, (Gogol Kártyások, Az orr és egyéb művei alapján) Deutsches SchauSpielHaus, Hamburg, rendezte: Bodó Viktor, Bemutató: 2016. október 15.[3]
- Schilling Árpád – Zabezsinszkij Éva: Eiswind/Hideg szelek, Burgtheater, Bécs, rendezte: Schilling Árpád, Bemutató: 2016. május 25.[4]
- Ray Bradbury: Fahrenheit 451, Theather Heidelberg, Heidelberg, rendezte: Bodó Viktor, Bemutató: 2015. október 12.[5]
- Bertolt Brecht: Koldusopera, Vígszínház, Budapest, rendezte: Bodó Viktor, Bemutató: 2015. március 14.[6]
- Kárpáti Péter: Én, a féreg, (Kafka Az átváltozás című műve alapján) Deutsches SchauSpielHaus, Hamburg, rendezte: Bodó Viktor, Bemutató: 2015. január 10.[7]
- A Bál, Schauspielhaus Graz, Graz, rendezte: Bodó Viktor, Bemutató: 2014. március 14.[8]
- Nyikolaj Vasziljevics Gogol: A revizor, Vígszínház – Szputnyik Hajózási Társaság, Budapest, rendezte: Bodó Viktor, Bemutató: 2014. január 8.[9]
- Závada Péter: Reflex, Szputnyik Hajózási Társaság, Budapest, rendezte: Kovács D. Dániel, Bemutató: 2013. október 28.[10]
- Social Error, Szputnyik Hajózási Társaság, Budapest, rendezte: Bodó Viktor, Bemutató: 2013. május 25.[11]
- Alfred Jarry: Übü király, Theather Heidelberg, Heidelberg, rendezte: Bodó Viktor, Bemutató: 2013. április 28.[12]
- Hanoch Levin: Átutazók, Vígszínház, Budapest, rendezte: Bodó Viktor, Bemutató: 2013. március 8.[13]
- Kafka:Amerika, Schauspielhaus Graz, Graz, rendezte: Bodó Viktor, Bemutató: 2012. szeptember 29.[14]
- Róbert Júlia - Bodó Viktor: Anamnesis, Katona József Színház, Budapest, rendezte: Bodó Viktor, Bemutató: 2012. április 27.[15]

### Jelmez
- Schilling Árpád – Zabezsinszkij Éva: Eiswind/Hideg szelek, Burgtheater, Bécs, rendezte: Schilling Árpád, Bemutató: 2016. május 25.
- Kárpáti Péter: Én, a féreg, (Kafka Az átváltozás című műve alapján) Deutsches SchauSpielHaus, Hamburg, rendezte: Bodó Viktor, Bemutató: 2015. január 10.
- Závada Péter: Reflex, Szputnyik Hajózási Társaság, Budapest, rendezte: Kovács D. Dániel, Bemutató: 2013. október 28.
- Social Error, Szputnyik Hajózási Társaság, Budapest, rendezte: Bodó Viktor, Bemutató: 2013. május 25.
- Halál az Orient expresszen, Staatstheater Mainz, Mainz, rendezte: Bodó Viktor, Bemutató: 2011. október

## Díjai
- Junior Prima díj, 2013
- Színikritikusok Díja, 2014, A revizor, Vígszínház – Szputnyik Hajózási Társaság